# Sōshū-den

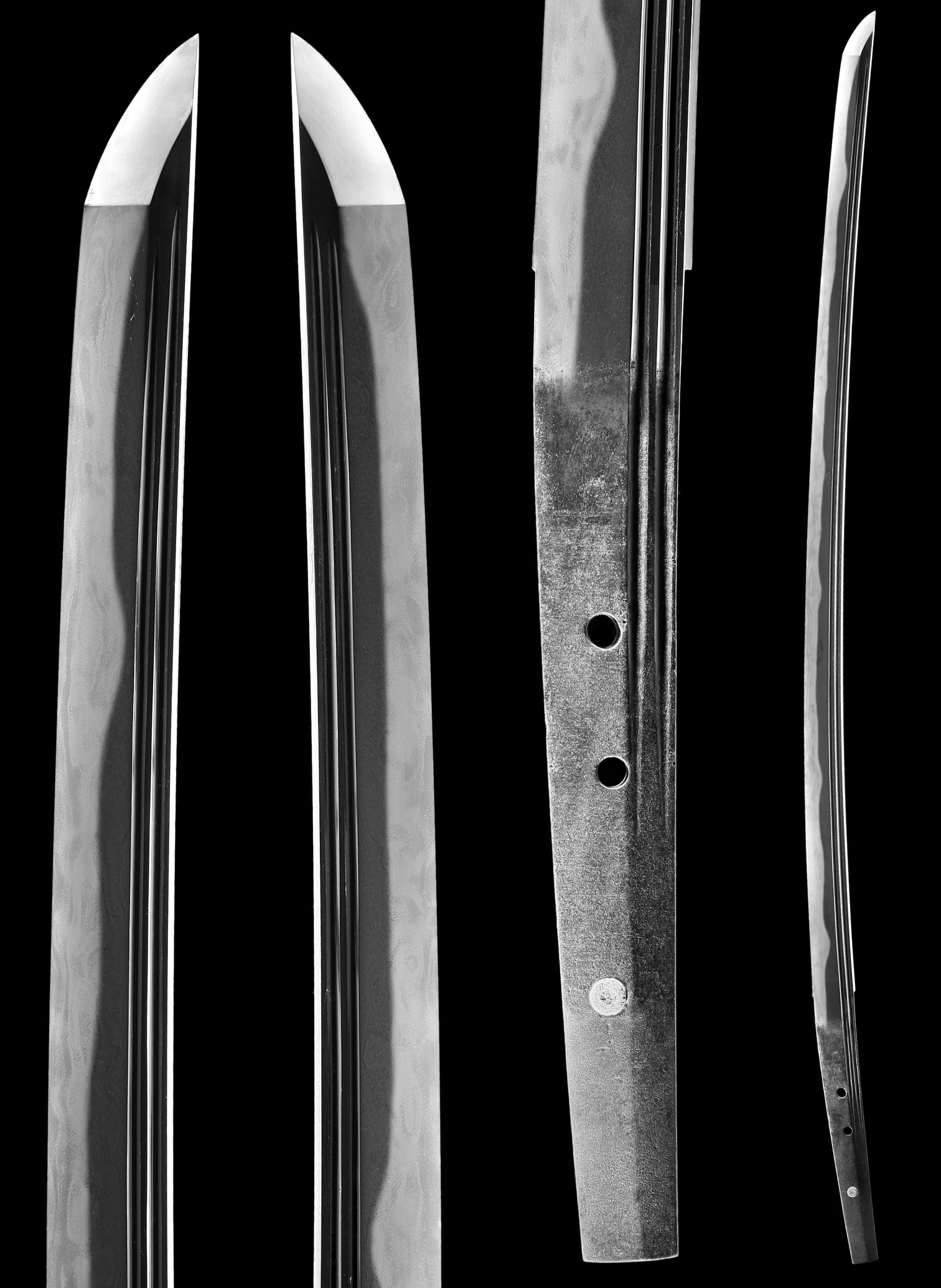
Tachi raccourci attribué à Etchu Norishige, Ère Kamakura (XIIIe siècle-XIVe siècle).

Le Sōshū-den (相州伝) est une des cinq traditions de forge japonaise pendant la période Koto (fin de l'ère Heian à début Momoyama). Cette tradition rassemble différentes écoles réputées, dont les styles et techniques sont souvent proches.

## École Go Yoshihirō (郷義鵯弘)
Go Yoshihiro était un jeune prodige et le meilleur forgeron parmi les Masamune Juttetsu, les dix élèves de Masamune, on le considère traditionnellement comme l'égal de son maître. Décédé entre 27 et 30 ans selon les sources, les Japonais ont un proverbe qui dit que l'on ne voit jamais un fantôme ou un Go tant les lames forgées par lui sont rares et jalousées par les collectionneurs. Sa façon de forger est pourtant assez reconnaissable dans ses lames, ayant les caractéristiques typiques du style Soshu et la structure de son acier, ainsi que, entre autres un yaki boshi profond et un jiba très clair (saeru) que les poètes japonais comparent à la lune lors des froides nuits d'automne.

## École Hasebe (長谷部)
Fondateur : Hasebe Kunishige (長谷部国重)

- Caractéristiques générales :
- Forgerons : Hasebe Kunishige (長谷部国重), Kuninobu (国信), Kunihira (国平), Munenobu (宗信), Kunishige (国重)

## École Nobukuni (信国)
Fondateur : Nobukuni (信国)

- Caractéristiques générales :
- Forgerons : Minamoto Shikibu no Jo Nobukuni (源式部信国), Nobukuni (信国), Nobusada (信貞)

## École Samonji (左文字)
- Caractéristiques générales :
- Forgerons : Yasuyoshi (安吉), Yukihiro (行弘), Yoshisada (吉貞), Yoshihiro (吉弘), Kunihiro (国弘), Hiroyasu (弘安), Sadayoshi (貞吉)

## École Sengo Muramasa (千子村正)
Fondateur : Muramasa Sengo (村正)

- Caractéristiques générales : excellent comportement de coupe et endurance ; hamon miroir (le motif est souvent quasiment identique sur les deux côtés de la lame), Nakago de type Tanagobara-gata (litt. ventre de poisson), kanji de la signature dans une écriture typique de Muramasa.
- Forgerons : Muramasa (村正), Masashige (正重), Masazane (正真)
- Remarques : Masazane semble n'avoir laissé qu'un seul ouvrage, l'une des célèbres Ten'ka Sansō (Trois Lances Sous-le-Ciel), à savoir Tonbo-giri, le Yari favori du Tokugawa Shiten'ō Honda Tadakatsu. Aussi on pense que Masazane fut « inventé » via modification de signature (gommage d'un kanji) afin d'empêcher un scandale à la suite de la prohibition des œuvres de Muramasa. De même, des lames signées Muramasa furent re-signées en Masashige. On pense qu'il y eut en fait au moins deux générations de forgerons Muramasa ou plus, et de la seconde génération, Muramasa Nidai, était le plus éminent d'entre tous, le « vrai » Muramasa de la légende. Par la suite, le bannissement imposé par le clan Tokugawa aurait pu mettre un terme à la transmission de l'école, et aujourd'hui ne demeure qu'un faible nombre de lames signées Muramasa.

## École Shimada (島田)
- Caractéristiques générales :
- Forgerons : Yoshisuke (義助), Hirosuke (広助), Yoshitsuna (義綱), Motosuke (元助)

## École Shitahara (下原)
Fondateur : Chikashige (周重)

- Caractéristiques générales :
- Forgerons : Chikashige (周重), Terushige (照重), Yasushige (康重), Hiroshige (広重)